# Volcano (film, 1926)
Pour plus de détails, voir Fiche technique et Distribution.
Volcano est un film américain réalisé par William K. Howard, sorti en 1926.

## Fiche technique
- Titre : Volcano
- Réalisation : William K. Howard
- Scénario : Bernard McConville d'après la pièce Martinique de Laurence Eyre
- Photographie : Lucien Andriot
- Société de production : Paramount Pictures
- Pays d'origine : États-Unis
- Format : Noir et blanc - 1,33:1 - Film muet
- Genre : Catastrophe et drame
- Date de sortie : 1926

## Distribution
- Bebe Daniels : Zabette de Chavalons
- Ricardo Cortez : Stéphane Séquineau
- Wallace Beery : Quembo
- Arthur Edmund Carewe : Maurice Séquineau
- Dale Fuller : Cédrien
- Eulalie Jensen : Madame de Chauvalons
- Brandon Hurst : André de Chauvalons
- Marjorie Whiteis : Marie de Chauvalons
- Bob Perry (en) : Père Bénédict
- Snitz Edwards : Commissaire-priseur
- Edith Yorke : Mère supérieure
- Mathilde Comont : Madame Timbuctoo